# Hans-Detlef Herhudt von Rohden
Hans-Detlef Herhudt von Rohden (n. 23 septembrie 1899, Legnica, Reich-ul German – d. 14 decembrie 1951, Wiesbaden, RFG) a fost un general-maior german din cadrul Luftwaffe în timpul celui de-al Doilea Război Mondial.

## Biografie
Herhudt von Rohden a servit în corpul de artilerie al Armatei Imperiale Germane în timpul Primului Război Mondial. După război a rămas în nou-creatul Reichswehr și la 1 noiembrie 1925 a fost avansat la gradul de Oberleutnant. Vorbea fluent limba rusă și a urmat în secret de la 1 noiembrie 1929 un curs de instruire pentru piloți în zona sovietică Lipețk. Avansat Rittmeister (căpitan) la 19 august 1933, a fost repartizat pe 1 aprilie 1934 în cadrul Federației de Sporturi Aviatice din Germania (Deutscher Luftsportverband), o organizație paravan pentru viitoarea Luftwaffe.
La 1 mai 1934 Herhudt von Rohden a fost cooptat în Statul Major General al Luftwaffe, abia înființată în mod oficial, și a fost avansat în 1 septembrie 1935 la gradul de maior. La 1 martie 1937 a preluat funcția de comandant al grupei a II-a a escadrilei de vânătoare Jagdgeschwader 334, exercitând simultan funcția de comandant al bazei aeriene Mannheim-Sandhofen. A fost repartizat apoi în 7 octombrie 1937 ca profesor la Wehrmachtakademie, unde la 1 februarie 1938 a fost înaintat la gradul de locotenent-colonel.
La 1 aprilie 1938 Herhudt von Rohden a fost mutat în grupa a III-a a escadrilei de luptă Kampfgeschwader 152 (viitoarea Kampfgeschwader 1) și a preluat până la 1 noiembrie sarcina de comandant de grupă. Apoi a fost transferat pe aceeași funcție la grupa a II-a a escadrilei de instrucție Lehrgeschwader 1. A rămas acolo până la 1 aprilie 1939 și apoi a îndeplinit mai multe sarcini de ofițer de stat major, după care a servit pentru o scurtă perioadă, începând din 26 august 1939, în grupa a II-a a escadrilei de luptă Kampfgeschwader 26.
La începutul Campaniei din Polonia Herhudt von Rohden a revenit în cadrul escadrilei de instrucție Lehrgeschwader 1 și a participat cu aceasta la luptele aeriene duse de Flota Aeriană 1 (Luftflotte 1). La 1 octombrie 1939 a devenit instructor și profesor de tactică la Luftkriegsschule 2 din Berlin-Gatow. În perioada iunie - iulie 1940 a condus temporar escadrila de luptă Kampfgeschwader 4. Pe 30 iulie 1940 a fost promovat colonel și pe 20 februarie 1941 a fost numit șef al statului major al Corpului IV Aerian. A participat cu acest corp aerian la luptele care au avut loc în primele luni ale Războiului Germano-Sovietic în partea de sud a Frontului de Est. A fost decorat la 19 septembrie 1941 cu Ordinul „Steaua României” cu spade, în gradul de Comandor cu panglica de „Virtutea Militară” „pentru destoinicia și devotamentul de care au dat dovadă pe câmpul de luptă în operațiunile contra bolșevicilor în colaborare cu trupele române”.
La 1 octombrie 1941 colonelul Herhudt von Rohden a preluat aceeași funcție în cadrul Corpului IX Aerian din componența Flotei Aeriene 3 (Luftflotte 3) care desfășura operațiuni în Europa de Vest. Aproximativ un an mai târziu a revenit pe Frontul de Est în calitate de șef al Statului Major al Flotei Aeriene 4 (Luftflotte 4), îndeplinind această funcție până pe 23 februarie 1943. Apoi a fost transferat ca șef al statului major al Flotei Aeriene 1 (Luftflotte 1) tot pe Frontul de Est. Acolo a fost decorat în 20 aprilie 1943 cu Crucea Germană de aur. Pe 24 august 1943 a fost numit șef al Biroului 8 (Kriegswissenschaftliche-Abteilung, „Război științific”) al Statului Major General al Luftwaffe, fiind promovat pe 1 octombrie 1943 la gradul de general-maior. A fost capturat de americani pe 1 mai 1945 ca prizonier de război și a fost eliberat în 1947.
Herhudt von Rohden a fost însărcinat de organizatorul podului aerian al Berlinului, generalul Tunner, care-și avea sediul în Hotelul Schwarzer Bock din Wiesbaden, cu recrutarea și folosirea mecanicilor germani de întreținere a aeronavelor; Rohden, care vorbea fluent limba engleză, a organizate într-un timp scurt personalul necesar, astfel încât în cele din urmă - ca o derogare de la interzicerea fraternizării și folosirii forței de muncă inamice - au lucrat mai mulți mecanici de întreținere germani decât mecanici americani.
Tunner a discutat, de asemenea, cu Herhudt von Rohden cauzele eșecului celui mai renumit pod aerian german din timpul celui de-al Doilea Război Mondial: Asediul Stalingradului. Acest eșec i-a făcut pe ruși să presupună că podul aerian american va eșua în curând, ceea ce s-a întâmplat abia în timpul iernii.

## Decorații
- Ordinul „Steaua României” cu spade, în gradul de Comandor cu panglica de „Virtutea Militară” (19 septembrie 1941)[2]
- Ordinul „Virtutea Aeronautică” de război cu spade, clasa Crucea de Aur (4 noiembrie 1941)[7]

## Legături externe
- en  Henry L. deZeng IV, Douglas G. Stankey: Luftwaffe Officer Career Summaries, Section G–K. (PDF) 2016, p. 313, accesat la 15 aprilie 2017.